# Asperula gussonei
Asperula gussonei là một loài thực vật có hoa trong họ Thiến thảo. Loài này được Boiss. mô tả khoa học đầu tiên năm 1849.

## Hình ảnh

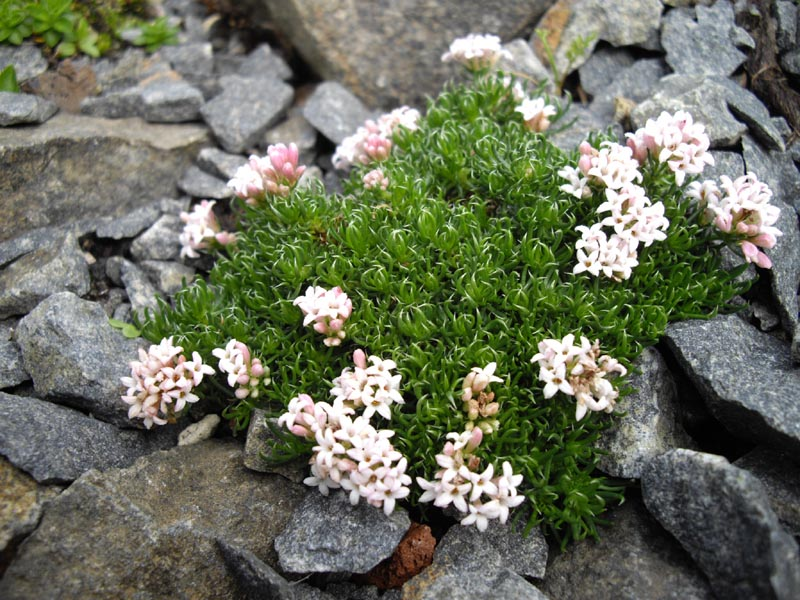
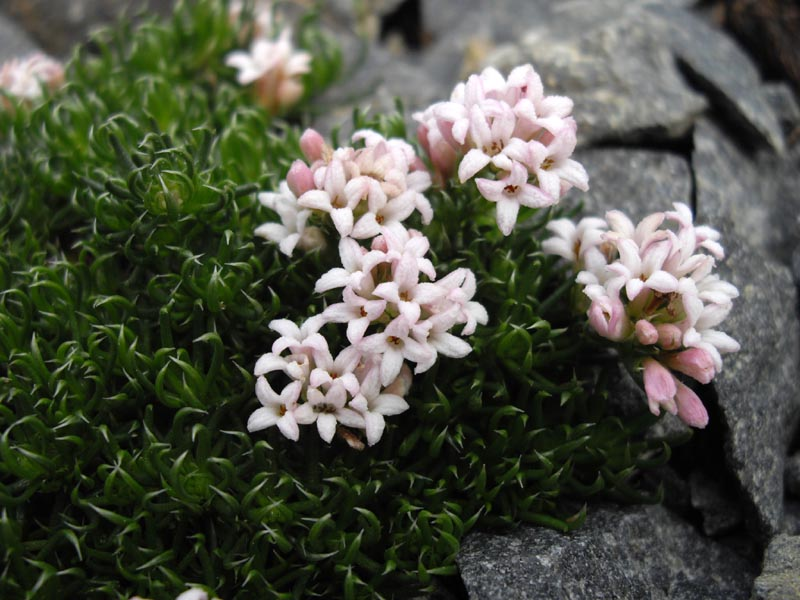
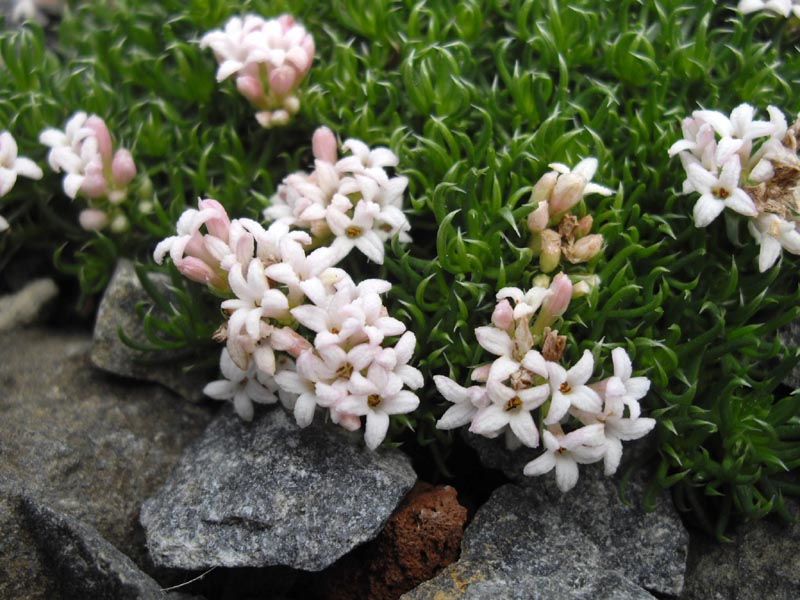